# Nemophas tricolor
Nemophas tricolor là một loài bọ cánh cứng trong họ Cerambycidae.